# オゥラフスフィヨルズゥル

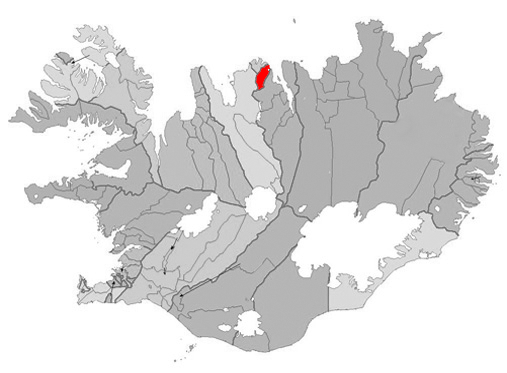
オゥラフスフィヨルズゥル

オゥラフスフィヨルズゥル (Ólafsfjörður) は、アイスランドの北アイスランド東部地方の町である。エイヤフィヨルズゥルというフィヨルドの入口に位置する。
この町は、3.5kmの1車線トンネルによってアークレイリと接続されている。漁業が主要な産業で、いくつかのトロール船はこの町の港を拠点としている。観光もまた主要な産業で、多数の剥製を収蔵する自然博物館がある。